# فرگشت آب‌بازسانان

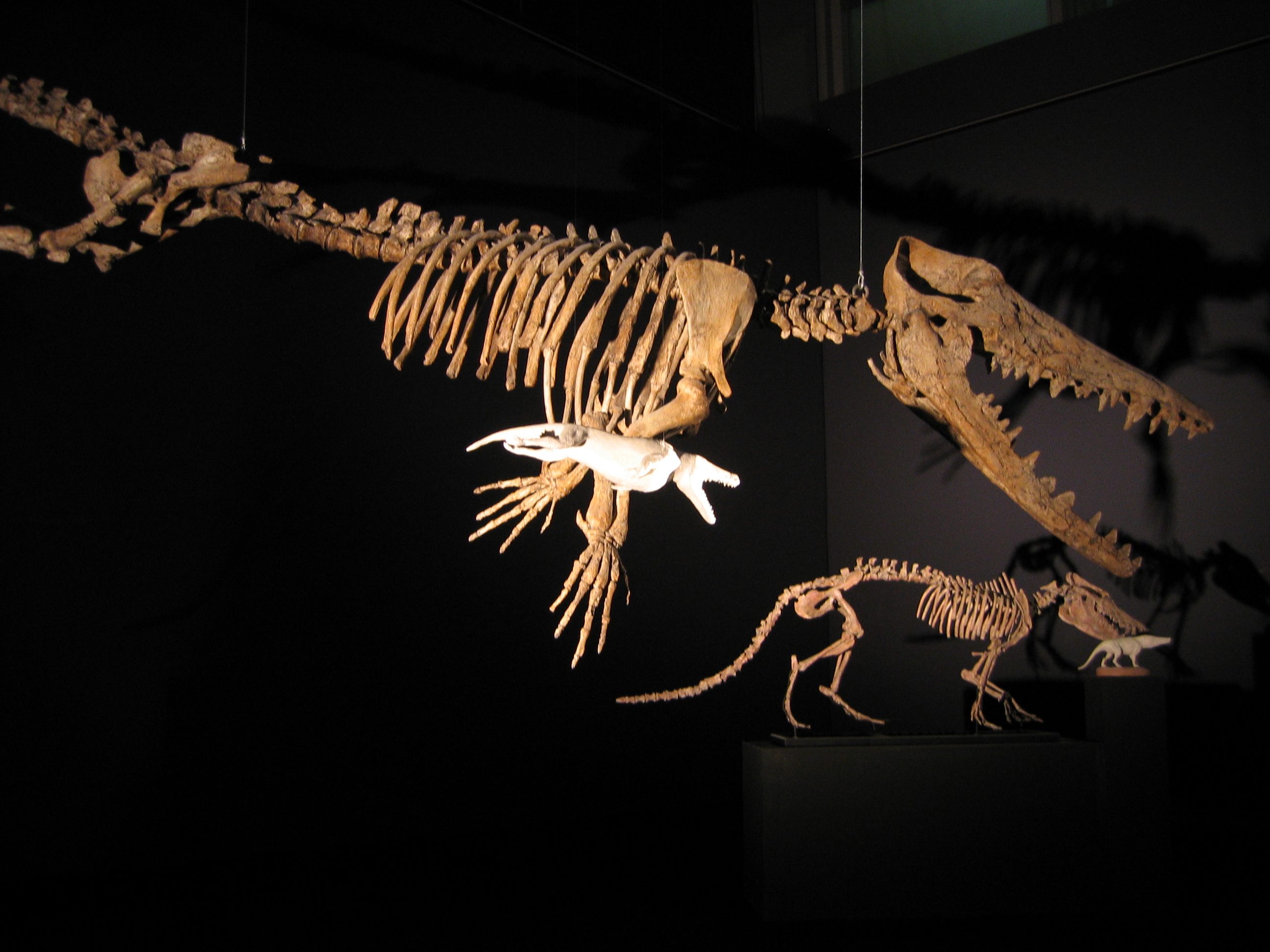
سنگواره‌های آمبولوستوس و پاکیستوس (عقب)، دو نمونه از نهنگ‌های نخستین.

آب‌بازسانان بزرگ‌ترین گروه از پستانداران دریایی هستند که شامل نهنگ‌ها، دلفین‌ها، و گرازماهی‌ها می‌شوند. این گروه از پستانداران نزدیک به هشتاد و هشت عضو دارد و اعضای آن در بیشتر آب‌های آزاد جهان و چند رودخانه بزرگ حضور دارند.
گاودریاییان و آب‌بازسانان قدیمی‌ترین و نخستین جانوران شناخته شده در میان دیگر پستانداران دریایی هستند. نیاکان این هر دو گروه در ۵۴–۵۳ میلیون سال پیش در دوره ائوسن پا به درون آب گذاشتند تا از جانوران و گیاهان درون آن تغذیه کنند و این آغاز فرگشت (تکامل) آن‌ها در دریاها بود. نیاکان اعضای راسته گاودریاییان گیاه‌خوار بودند و دو گروه عمده باقی‌مانده از این راسته – گاوهای دریایی و داگونگ – از گیاهان دریایی نزدیک به سطح آب تغذیه می‌کنند. نیاکان گوشت‌خوار آب‌بازسانان را اما جفت‌سمانی تشکیل دادند که ظاهری همچون گرگ‌های امروزی داشتند و برای خوردن ماهی و سخت‌پوستان به درون آب‌های شیرین رفتند.
نخستین آب‌بازسانان نزدیک به ۵۰ میلیون سال پیش در کناره‌های اقیانوس باستانی تتیس در جایی که امروزه هند و پاکستان قرار دارند پدیدار شدند. با گذشت نزدیک به ۲ میلیون سال، آن‌ها توانایی زندگی در هر دو محیط خشکی و آبی را داشتند. نزدیک به ۵ میلیون سال بعد و در ۴۵ م.س.پ. آب‌بازسانان آغازین، به‌طور کامل با زندگی در آب خو گرفته بودند و فرزندان خود را در آن به دنیا آورده و شیر می‌دادند. تا ۳۵ م.س.پ. این جانوران پاهای عقبی خود را از دست داده بودند و برای تغذیه و مکان‌یابی از پژواک بهره می‌گرفتند. نیاز خو گرفتن بیشتر این گروه با حرکت در آب و روش‌های شکار در آن باعث تغییرات بسیار در ساختار بدنی آن‌ها شد. این‌ها شامل صاف شدن کامل ستون مهره‌ها، از دست دادن پاهای عقبی به شکل کامل و به دست آوردن دم‌باله به عنوان وسیله پیش‌رانشی، چرخش حفره بینی به سوی بالای سر و پدید آمدن سوراخ تنفسی، و بسیاری دیگر دگرگونی‌های ریختی می‌شوند.

## آب‌بازسانان و جفت‌سم‌سانان

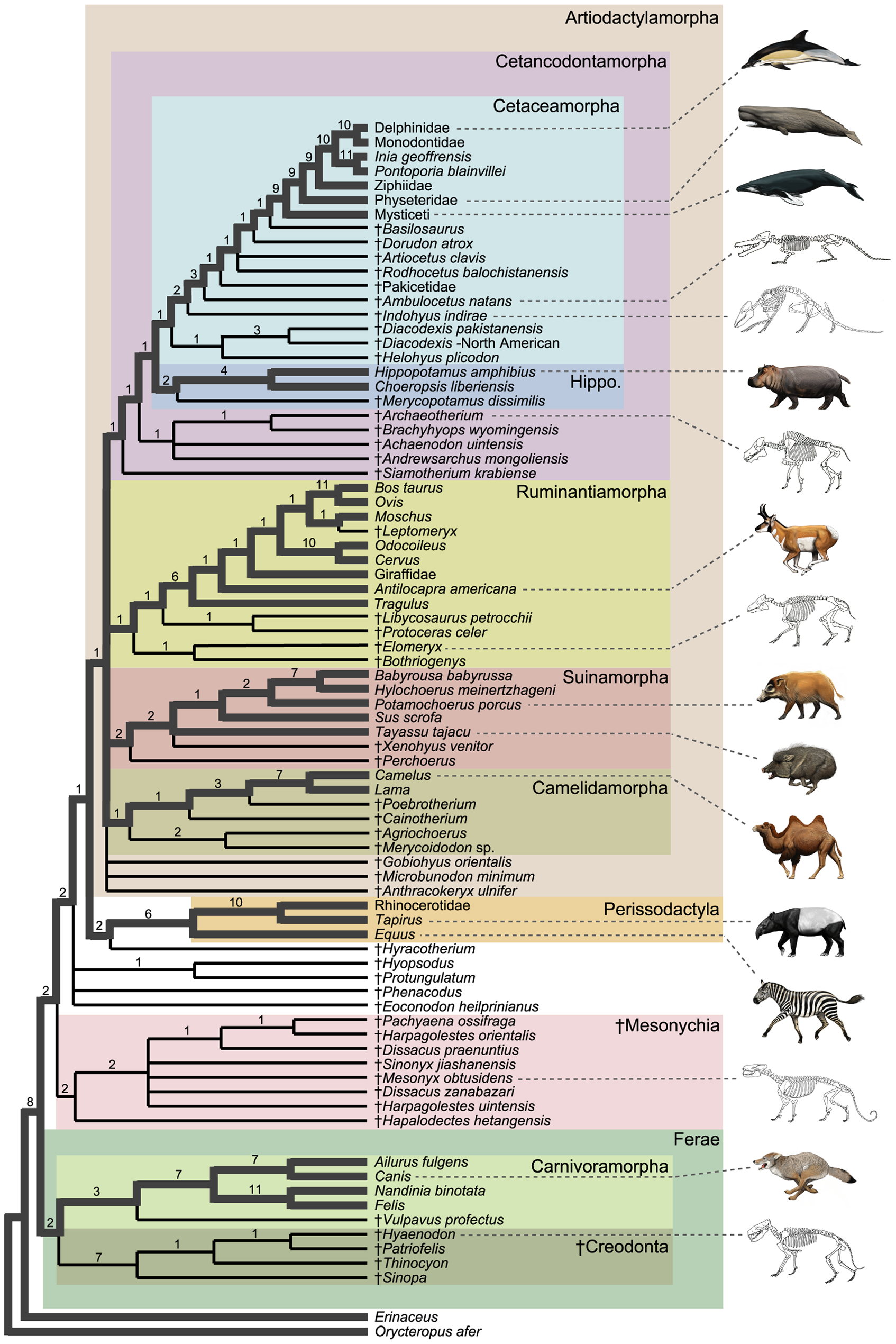
تصویری از درخت فیلوژنتیک که جایگاه آب‌بازسانان را در کنار دیگر پستانداران جفت‌سم به تصویر می‌کشد.

از لحاظ تاریخی، در گذشته تصور بر این بود که آب‌بازسانان انواعی از ماهی هستند. اگرچه ارسطو به این اشاره کرده بود که نهنگ‌ها برای تنفس به سطح آب می‌آیند، این باور حتی تا هنگام لینه و در چاپ نخست سیستما ناتوره نیز وجود داشت. فلاور (۱۸۸۳) نخستین کسی بود که پیشنهاد داد آن‌ها در واقع گونه‌ای پستاندار هستند که رابطه نزدیکی با جفت‌سم‌سانان دارند. این ایده بعدها از روی شواهد دندانی و جمجمه‌ای توسط دانشمندانی چون ون والن (۱۹۶۶) و زالای (۱۹۶۹) پشتیبانی شد.
تا سال ۱۹۹۹ میلادی، باور دانشمندان بر این بود که آب‌بازسانان به تک‌سم‌سانان نزدیک‌تر هستند و جفت‌سم‌سانان شاخه پایه‌ای کلادی از سم‌داران هستند. تا آن هنگام گمان بر این بود که میان‌پنجه‌سانان، که گروهی منقرض‌شده از پستانداران سم‌دار گوشتخوار یا همه‌چیزخوار بودند، گروه خواهر آب‌بازسانان به‌شمار می‌روند.
ون والن و زالای نشان داده بودند که پیوند مشخصی میان این گروه از پستانداران و آب‌بازسانان وجود دارد. آن‌ها بخش‌هایی از بدن همانند گرگ داشتند؛ کناره‌ای بلند، توانایی راه رفتن بر پا و انگشتان پا، و به احتمالی سُم. به علاوه، بیشتر آن‌ها دندان‌هایی بزرگ و خردکننده داشتند که برخلاف بیشتر جفت‌سم‌سانان، نشان از رژیم غذایی گوشتخواری داشت. ارتباط میان میان‌پنجه‌سانان و آب‌بازسانان از بررسی ریخت‌شناسانه جمجمه، دندان، و استخوان پساجمجمه تعدادی از ابتدایی‌ترین نهنگ‌ها با نام‌های پروتوستوس، پاکیستوس، رودوستوس، و آمبولوستوس سرچشمه می‌گیرد. در آن هنگام اغلب پژوهشگران مخالف این ایده بودند که آب‌بازسانان نوعی جفت‌سم باشند چرا که آب‌بازسانان و جفت‌سم‌سانان دارای تفاوت‌های ظاهری بنیادین بودند؛ پاهای پشتی آن‌ها از میان رفته و تنها چند اندام زائدمانده کوچک باقی‌مانده‌اند، بدنشان همانند ماهیان شده و سوراخ بینی آن‌ها به بالای سر رفته‌است. قوزک پا که از جمله بخش‌های بارز بدن در جفت‌سم‌سانان است در هیچ‌یک از آب‌بازسانان کنونی وجود ندارد و سنگواره‌های یافت شده از نهنگ‌های باستانی تا آغاز دهه نخست هزاره سوم میلادی یا بخش پای عقبی نداشتند یا اندک استخوان‌های باقی‌مانده از آن‌ها آنچنان تحلیل رفته بودند که امکان شناسایی قوزک پا و دیگر ویژگی‌های استخوانی مربوط به آن بخش وجود نداشت. دهه ۲۰۰۰ میلادی اما این باور را به کلی دگرگون کرد؛ هنگامی که انبوه داده‌های علمی به دست آمده از آزمایش‌های مولکولی و نیز یافته‌های جدید زیست‌باستان‌شناسی نشان دادند که آب‌بازسانان نه تنها در راسته جفت‌سم‌سانان قرار دارند که نزدیک‌ترین گروه به آن‌ها تیره اسب‌آبیان است.
اگرچه حتی تا پیش از آن دهه، آزمایش‌های مولکولی، وجود ارتباط میان جفت‌سم‌سانان و آب‌بازسانان را با اطمینان پشتیبانی می‌کرد، تا نخستین سال‌های سده ۲۱ میلادی هیچ نشانه‌ای از همانندی ریخت‌شناسانه این دو گروه در دست نبود تا آنکه دو گروه پژوهشی مستقل با یافتن قوزک‌های پای پروتوستوس و پاکیستوس توانستند ویژگی‌هایی در قاپ و استخوان پاشنه آن‌ها بیابند که تا پیش از آن تنها در جفت‌سم‌سانان دیده شده بودند. این ویژگی‌ها شامل وجود سامانه استخوانی با کارکردی همچون کارکرد دو قرقره متصل به هم در قوزک پای نهنگ‌های نخستین و نیز دیگر شباهت‌های ریختی قوزک پا با جفت‌سم‌سانان بودند؛ چیزی که تنها نشان از ارتباط نزدیک آب‌بازسانان با این گروه از پستانداران داشت. همچنین، بررسی‌ها بر روی بیش از ۱۶٬۰۰۰ شاخه درخت فیلوژنتیکی با بهره‌گیری از داده‌های مولکولی ارتباط نزدیک سه گروه آب‌بازسانان، اسب‌آبیان، و گروه منقرض رائوایان، را ثابت می‌کند. ۸٬۲۳۹ شاخه از این تعداد گویای آن هستند که اسب‌آبیان و رائوایان دو گروه خواهر به‌شمار می‌روند. به همین تعداد شاخه نیز خواهر بودن رائوایان و آب‌بازسانان را نمایش می‌دهند. از این رو می‌توان چنین نتیجه گرفت که این سه گروه از جفت‌سم‌سانان دارای نیای مشترک هستند.
پژوهش‌های علمی بسیاری از این نگره که آب‌بازسانان تک‌نیا هستند پشتیبانی می‌کنند. به نسبت دیگر پستانداران، کاریوتیپ این جانوران بسیار دست‌نخورده مانده و در طول فرگشت خود تفاوت آنچنانی نکرده‌اند. عدد کروموزوم برای بیشتر آب‌بازسانان ۲N=۴۴ است. امروزه اگرچه ارتباط این گروه فراگیر (مونوفیلتیک) پستانداران با جفت‌سم‌سانان میان‌پنجه‌سان مشخص است، ولی هنوز آشکار نیست که آیا آن‌ها آرایه‌ای خواهر از نیاکان آب‌بازسانان بوده‌اند یا آب‌بازسانان خود از درون گروهی هم‌نیای میان‌پنجه‌گان برخاسته‌اند. در هر دو صورت، ارتباط نزدیک این جانوران با جفت‌سم‌سانان دوره پالئوسن از شواهد انبوه دیگری از جمله داده‌های ایمنی‌شناسی، دورگه‌سازی دی‌ان‌ای، توالی دی‌ان‌ای میتوکندریایی، و توالی دی‌ان‌ای هسته‌ای اثبات شده‌است.

## فرگشت
کهن‌آب‌بازسانان آرایه‌ای پرتعداد از نیاکان نهنگ‌های امروزین هستند که مشخصه‌های اصلیشان عبارتند از پوزهٔ کشیده، حفره مغزی باریک، جمجمه‌ای با گودال گیجگاهی بزرگ، و نوک سر پیکانی مشخص. تفاوت عمده این جانوران با آب‌بازسانان کنونی در میزان جلوآمدگی استخوان‌های جمجمه است؛ چیزی که در آب‌بازسانان امروزین به شکل تلسکوپی و متمرکز رو به جلو دیده می‌شود. قدیمی‌ترین عضو این آرایه نزدیک به ۵۰ میلیون سال پیش پا بر زمین گذاشت و واپسین آن‌ها تا پایان دوران ائوسن منقرض شد، اگرچه نهنگ‌ها و دلفین‌های امروزین از آن پدید آمدند و به زندگی ادامه دادند.
نزدیک‌ترین جاندار امروزین به آب‌بازسانان اسب آبی است. خط فرگشتی نیای اسب‌های آبی و نهنگ‌ها در حدود ۵۰ تا ۶۰ میلیون سال پیش از هم جدا شد. تخمین‌های کنونی بر پایهٔ تغییرات ملکولی دی‌ان‌ای این جدایی خط فرگشتی اسبان آبی و نهنگ‌ها را در تقریباً ۵۴٫۹ میلیون سال پیش تخمین می‌زنند. نیای مشترک این دو گونه‌ای پستاندار نیمه‌آبزی بوده‌است که بازماندگان آن بعدها به دو گروه کامل آبزی (نهنگ‌ها) و گروه دیگر بزرگی شامل چهارپایان زغال‌دد تقسیم شدند. زغال‌ددان برای مدت ۴۰ میلیون سال روی زمین زیستند و ۳۷ سرده گوناگون پدیدآوردند، ولی واپسین آن‌ها نزدیک به ۲٫۵ میلیون سال پیش منقرض شد و تنها جانور باقی‌مانده ازشان اسب آبی است.
نخستین پستانداری که با عنوان نهنگ شناخته می‌شود هیمالیاستوس نام دارد که سنگوارهٔ آن در سازند کوتار نالا (مربوط به ایپرزین) در هند به دست آمده‌است. هیمالیاستوس در ۵۲٫۵ میلیون سال پیش می‌زیست و اگر چه سازند کوتار نالا مربوط به رسوب‌های اقیانوسی بوده‌است، اما بررسی بر روی میزان ایزوتوپ اکسیژن در مینای دندان این جانور نشان از زندگی آن در محیط دارای آب شیرین دارد. چنین چیزی به معنای آن است که هیمالیاستوس یا در محیط آب شیرین با دسترسی گاه به گاه به محیط اقیانوسی زندگی می‌کرد یا نمونهٔ یافت شده در کنار رودخانه مرده و جسدش توسط آب به اقیانوس برده شده‌است.

### کلادنما
کلادنمای زیر روند فرگشت آب‌بازسانان از پستاندارانی خشکی‌زی و چهارپا به جانورانی دریازی و باله‌دار را نشان می‌دهد. تاریخ‌های نوشته شده در این کلادنما تقریبی هستند.
| خسروسوسماران | دورودون (۴۰٫۴ تا ۳۳٫۹ م.س. پ)                                                                                  |
|              | دورودون (۴۰٫۴ تا ۳۳٫۹ م.س. پ)                                                                                  |
|              | \| \| نهنگ‌های دندان‌دار (۳۵ م.س.پ. تا اکنون) \| \| \| \| \| \| نهنگ‌های بی‌دندان (۳۵ م.س.پ. تا اکنون) \| \| \| \| |
|              | |
|              | نهنگ‌های دندان‌دار (۳۵ م.س.پ. تا اکنون)                                                                          |
|              | |
|              | نهنگ‌های بی‌دندان (۳۵ م.س.پ. تا اکنون)                                                                           |
|              | |

|  | نهنگ‌های دندان‌دار (۳۵ م.س.پ. تا اکنون) |
|  |                                       |
|  | نهنگ‌های بی‌دندان (۳۵ م.س.پ. تا اکنون)  |
|  |                                       |

| خسروسوسماران | دورودون (۴۰٫۴ تا ۳۳٫۹ م.س. پ)                                                                                  |
|              | دورودون (۴۰٫۴ تا ۳۳٫۹ م.س. پ)                                                                                  |
|              | \| \| نهنگ‌های دندان‌دار (۳۵ م.س.پ. تا اکنون) \| \| \| \| \| \| نهنگ‌های بی‌دندان (۳۵ م.س.پ. تا اکنون) \| \| \| \| |
|              | |
|              | نهنگ‌های دندان‌دار (۳۵ م.س.پ. تا اکنون)                                                                          |
|              | |
|              | نهنگ‌های بی‌دندان (۳۵ م.س.پ. تا اکنون)                                                                           |
|              | |

|  | نهنگ‌های دندان‌دار (۳۵ م.س.پ. تا اکنون) |
|  |                                       |
|  | نهنگ‌های بی‌دندان (۳۵ م.س.پ. تا اکنون)  |
|  |                                       |

| خسروسوسماران | دورودون (۴۰٫۴ تا ۳۳٫۹ م.س. پ)                                                                                  |
|              | دورودون (۴۰٫۴ تا ۳۳٫۹ م.س. پ)                                                                                  |
|              | \| \| نهنگ‌های دندان‌دار (۳۵ م.س.پ. تا اکنون) \| \| \| \| \| \| نهنگ‌های بی‌دندان (۳۵ م.س.پ. تا اکنون) \| \| \| \| |
|              | |
|              | نهنگ‌های دندان‌دار (۳۵ م.س.پ. تا اکنون)                                                                          |
|              | |
|              | نهنگ‌های بی‌دندان (۳۵ م.س.پ. تا اکنون)                                                                           |
|              | |

|  | نهنگ‌های دندان‌دار (۳۵ م.س.پ. تا اکنون) |
|  |                                       |
|  | نهنگ‌های بی‌دندان (۳۵ م.س.پ. تا اکنون)  |
|  |                                       |

| خسروسوسماران | دورودون (۴۰٫۴ تا ۳۳٫۹ م.س. پ)                                                                                  |
|              | دورودون (۴۰٫۴ تا ۳۳٫۹ م.س. پ)                                                                                  |
|              | \| \| نهنگ‌های دندان‌دار (۳۵ م.س.پ. تا اکنون) \| \| \| \| \| \| نهنگ‌های بی‌دندان (۳۵ م.س.پ. تا اکنون) \| \| \| \| |
|              | |
|              | نهنگ‌های دندان‌دار (۳۵ م.س.پ. تا اکنون)                                                                          |
|              | |
|              | نهنگ‌های بی‌دندان (۳۵ م.س.پ. تا اکنون)                                                                           |
|              | |

|  | نهنگ‌های دندان‌دار (۳۵ م.س.پ. تا اکنون) |
|  |                                       |
|  | نهنگ‌های بی‌دندان (۳۵ م.س.پ. تا اکنون)  |
|  |                                       |

| خسروسوسماران | دورودون (۴۰٫۴ تا ۳۳٫۹ م.س. پ)                                                                                  |
|              | دورودون (۴۰٫۴ تا ۳۳٫۹ م.س. پ)                                                                                  |
|              | \| \| نهنگ‌های دندان‌دار (۳۵ م.س.پ. تا اکنون) \| \| \| \| \| \| نهنگ‌های بی‌دندان (۳۵ م.س.پ. تا اکنون) \| \| \| \| |
|              | |
|              | نهنگ‌های دندان‌دار (۳۵ م.س.پ. تا اکنون)                                                                          |
|              | |
|              | نهنگ‌های بی‌دندان (۳۵ م.س.پ. تا اکنون)                                                                           |
|              | |

|  | نهنگ‌های دندان‌دار (۳۵ م.س.پ. تا اکنون) |
|  |                                       |
|  | نهنگ‌های بی‌دندان (۳۵ م.س.پ. تا اکنون)  |
|  |                                       |

| خسروسوسماران | دورودون (۴۰٫۴ تا ۳۳٫۹ م.س. پ)                                                                                  |
|              | دورودون (۴۰٫۴ تا ۳۳٫۹ م.س. پ)                                                                                  |
|              | \| \| نهنگ‌های دندان‌دار (۳۵ م.س.پ. تا اکنون) \| \| \| \| \| \| نهنگ‌های بی‌دندان (۳۵ م.س.پ. تا اکنون) \| \| \| \| |
|              | |
|              | نهنگ‌های دندان‌دار (۳۵ م.س.پ. تا اکنون)                                                                          |
|              | |
|              | نهنگ‌های بی‌دندان (۳۵ م.س.پ. تا اکنون)                                                                           |
|              | |

|  | نهنگ‌های دندان‌دار (۳۵ م.س.پ. تا اکنون) |
|  |                                       |
|  | نهنگ‌های بی‌دندان (۳۵ م.س.پ. تا اکنون)  |
|  |                                       |

| خسروسوسماران | دورودون (۴۰٫۴ تا ۳۳٫۹ م.س. پ)                                                                                  |
|              | دورودون (۴۰٫۴ تا ۳۳٫۹ م.س. پ)                                                                                  |
|              | \| \| نهنگ‌های دندان‌دار (۳۵ م.س.پ. تا اکنون) \| \| \| \| \| \| نهنگ‌های بی‌دندان (۳۵ م.س.پ. تا اکنون) \| \| \| \| |
|              | |
|              | نهنگ‌های دندان‌دار (۳۵ م.س.پ. تا اکنون)                                                                          |
|              | |
|              | نهنگ‌های بی‌دندان (۳۵ م.س.پ. تا اکنون)                                                                           |
|              | |

|  | نهنگ‌های دندان‌دار (۳۵ م.س.پ. تا اکنون) |
|  |                                       |
|  | نهنگ‌های بی‌دندان (۳۵ م.س.پ. تا اکنون)  |
|  |                                       |

| خسروسوسماران | دورودون (۴۰٫۴ تا ۳۳٫۹ م.س. پ)                                                                                  |
|              | دورودون (۴۰٫۴ تا ۳۳٫۹ م.س. پ)                                                                                  |
|              | \| \| نهنگ‌های دندان‌دار (۳۵ م.س.پ. تا اکنون) \| \| \| \| \| \| نهنگ‌های بی‌دندان (۳۵ م.س.پ. تا اکنون) \| \| \| \| |
|              | |
|              | نهنگ‌های دندان‌دار (۳۵ م.س.پ. تا اکنون)                                                                          |
|              | |
|              | نهنگ‌های بی‌دندان (۳۵ م.س.پ. تا اکنون)                                                                           |
|              | |

|  | نهنگ‌های دندان‌دار (۳۵ م.س.پ. تا اکنون) |
|  |                                       |
|  | نهنگ‌های بی‌دندان (۳۵ م.س.پ. تا اکنون)  |
|  |                                       |

| خسروسوسماران | دورودون (۴۰٫۴ تا ۳۳٫۹ م.س. پ)                                                                                  |
|              | دورودون (۴۰٫۴ تا ۳۳٫۹ م.س. پ)                                                                                  |
|              | \| \| نهنگ‌های دندان‌دار (۳۵ م.س.پ. تا اکنون) \| \| \| \| \| \| نهنگ‌های بی‌دندان (۳۵ م.س.پ. تا اکنون) \| \| \| \| |
|              | |
|              | نهنگ‌های دندان‌دار (۳۵ م.س.پ. تا اکنون)                                                                          |
|              | |
|              | نهنگ‌های بی‌دندان (۳۵ م.س.پ. تا اکنون)                                                                           |
|              | |

|  | نهنگ‌های دندان‌دار (۳۵ م.س.پ. تا اکنون) |
|  |                                       |
|  | نهنگ‌های بی‌دندان (۳۵ م.س.پ. تا اکنون)  |
|  |                                       |

| خسروسوسماران | دورودون (۴۰٫۴ تا ۳۳٫۹ م.س. پ)                                                                                  |
|              | دورودون (۴۰٫۴ تا ۳۳٫۹ م.س. پ)                                                                                  |
|              | \| \| نهنگ‌های دندان‌دار (۳۵ م.س.پ. تا اکنون) \| \| \| \| \| \| نهنگ‌های بی‌دندان (۳۵ م.س.پ. تا اکنون) \| \| \| \| |
|              | |
|              | نهنگ‌های دندان‌دار (۳۵ م.س.پ. تا اکنون)                                                                          |
|              | |
|              | نهنگ‌های بی‌دندان (۳۵ م.س.پ. تا اکنون)                                                                           |
|              | |

|  | نهنگ‌های دندان‌دار (۳۵ م.س.پ. تا اکنون) |
|  |                                       |
|  | نهنگ‌های بی‌دندان (۳۵ م.س.پ. تا اکنون)  |
|  |                                       |

| خسروسوسماران | دورودون (۴۰٫۴ تا ۳۳٫۹ م.س. پ)                                                                                  |
|              | دورودون (۴۰٫۴ تا ۳۳٫۹ م.س. پ)                                                                                  |
|              | \| \| نهنگ‌های دندان‌دار (۳۵ م.س.پ. تا اکنون) \| \| \| \| \| \| نهنگ‌های بی‌دندان (۳۵ م.س.پ. تا اکنون) \| \| \| \| |
|              | |
|              | نهنگ‌های دندان‌دار (۳۵ م.س.پ. تا اکنون)                                                                          |
|              | |
|              | نهنگ‌های بی‌دندان (۳۵ م.س.پ. تا اکنون)                                                                           |
|              | |

|  | نهنگ‌های دندان‌دار (۳۵ م.س.پ. تا اکنون) |
|  |                                       |
|  | نهنگ‌های بی‌دندان (۳۵ م.س.پ. تا اکنون)  |
|  |                                       |

| خسروسوسماران | دورودون (۴۰٫۴ تا ۳۳٫۹ م.س. پ)                                                                                  |
|              | دورودون (۴۰٫۴ تا ۳۳٫۹ م.س. پ)                                                                                  |
|              | \| \| نهنگ‌های دندان‌دار (۳۵ م.س.پ. تا اکنون) \| \| \| \| \| \| نهنگ‌های بی‌دندان (۳۵ م.س.پ. تا اکنون) \| \| \| \| |
|              | |
|              | نهنگ‌های دندان‌دار (۳۵ م.س.پ. تا اکنون)                                                                          |
|              | |
|              | نهنگ‌های بی‌دندان (۳۵ م.س.پ. تا اکنون)                                                                           |
|              | |

|  | نهنگ‌های دندان‌دار (۳۵ م.س.پ. تا اکنون) |
|  |                                       |
|  | نهنگ‌های بی‌دندان (۳۵ م.س.پ. تا اکنون)  |
|  |                                       |

| خسروسوسماران | دورودون (۴۰٫۴ تا ۳۳٫۹ م.س. پ)                                                                                  |
|              | دورودون (۴۰٫۴ تا ۳۳٫۹ م.س. پ)                                                                                  |
|              | \| \| نهنگ‌های دندان‌دار (۳۵ م.س.پ. تا اکنون) \| \| \| \| \| \| نهنگ‌های بی‌دندان (۳۵ م.س.پ. تا اکنون) \| \| \| \| |
|              | |
|              | نهنگ‌های دندان‌دار (۳۵ م.س.پ. تا اکنون)                                                                          |
|              | |
|              | نهنگ‌های بی‌دندان (۳۵ م.س.پ. تا اکنون)                                                                           |
|              | |

|  | نهنگ‌های دندان‌دار (۳۵ م.س.پ. تا اکنون) |
|  |                                       |
|  | نهنگ‌های بی‌دندان (۳۵ م.س.پ. تا اکنون)  |
|  |                                       |

| خسروسوسماران | دورودون (۴۰٫۴ تا ۳۳٫۹ م.س. پ)                                                                                  |
|              | دورودون (۴۰٫۴ تا ۳۳٫۹ م.س. پ)                                                                                  |
|              | \| \| نهنگ‌های دندان‌دار (۳۵ م.س.پ. تا اکنون) \| \| \| \| \| \| نهنگ‌های بی‌دندان (۳۵ م.س.پ. تا اکنون) \| \| \| \| |
|              | |
|              | نهنگ‌های دندان‌دار (۳۵ م.س.پ. تا اکنون)                                                                          |
|              | |
|              | نهنگ‌های بی‌دندان (۳۵ م.س.پ. تا اکنون)                                                                           |
|              | |

|  | نهنگ‌های دندان‌دار (۳۵ م.س.پ. تا اکنون) |
|  |                                       |
|  | نهنگ‌های بی‌دندان (۳۵ م.س.پ. تا اکنون)  |
|  |                                       |

| خسروسوسماران | دورودون (۴۰٫۴ تا ۳۳٫۹ م.س. پ)                                                                                  |
|              | دورودون (۴۰٫۴ تا ۳۳٫۹ م.س. پ)                                                                                  |
|              | \| \| نهنگ‌های دندان‌دار (۳۵ م.س.پ. تا اکنون) \| \| \| \| \| \| نهنگ‌های بی‌دندان (۳۵ م.س.پ. تا اکنون) \| \| \| \| |
|              | |
|              | نهنگ‌های دندان‌دار (۳۵ م.س.پ. تا اکنون)                                                                          |
|              | |
|              | نهنگ‌های بی‌دندان (۳۵ م.س.پ. تا اکنون)                                                                           |
|              | |

|  | نهنگ‌های دندان‌دار (۳۵ م.س.پ. تا اکنون) |
|  |                                       |
|  | نهنگ‌های بی‌دندان (۳۵ م.س.پ. تا اکنون)  |
|  |                                       |

| خسروسوسماران | دورودون (۴۰٫۴ تا ۳۳٫۹ م.س. پ)                                                                                  |
|              | دورودون (۴۰٫۴ تا ۳۳٫۹ م.س. پ)                                                                                  |
|              | \| \| نهنگ‌های دندان‌دار (۳۵ م.س.پ. تا اکنون) \| \| \| \| \| \| نهنگ‌های بی‌دندان (۳۵ م.س.پ. تا اکنون) \| \| \| \| |
|              | |
|              | نهنگ‌های دندان‌دار (۳۵ م.س.پ. تا اکنون)                                                                          |
|              | |
|              | نهنگ‌های بی‌دندان (۳۵ م.س.پ. تا اکنون)                                                                           |
|              | |

|  | نهنگ‌های دندان‌دار (۳۵ م.س.پ. تا اکنون) |
|  |                                       |
|  | نهنگ‌های بی‌دندان (۳۵ م.س.پ. تا اکنون)  |
|  |                                       |

| خسروسوسماران | دورودون (۴۰٫۴ تا ۳۳٫۹ م.س. پ)                                                                                  |
|              | دورودون (۴۰٫۴ تا ۳۳٫۹ م.س. پ)                                                                                  |
|              | \| \| نهنگ‌های دندان‌دار (۳۵ م.س.پ. تا اکنون) \| \| \| \| \| \| نهنگ‌های بی‌دندان (۳۵ م.س.پ. تا اکنون) \| \| \| \| |
|              | |
|              | نهنگ‌های دندان‌دار (۳۵ م.س.پ. تا اکنون)                                                                          |
|              | |
|              | نهنگ‌های بی‌دندان (۳۵ م.س.پ. تا اکنون)                                                                           |
|              | |

|  | نهنگ‌های دندان‌دار (۳۵ م.س.پ. تا اکنون) |
|  |                                       |
|  | نهنگ‌های بی‌دندان (۳۵ م.س.پ. تا اکنون)  |
|  |                                       |

| خسروسوسماران | دورودون (۴۰٫۴ تا ۳۳٫۹ م.س. پ)                                                                                  |
|              | دورودون (۴۰٫۴ تا ۳۳٫۹ م.س. پ)                                                                                  |
|              | \| \| نهنگ‌های دندان‌دار (۳۵ م.س.پ. تا اکنون) \| \| \| \| \| \| نهنگ‌های بی‌دندان (۳۵ م.س.پ. تا اکنون) \| \| \| \| |
|              | |
|              | نهنگ‌های دندان‌دار (۳۵ م.س.پ. تا اکنون)                                                                          |
|              | |
|              | نهنگ‌های بی‌دندان (۳۵ م.س.پ. تا اکنون)                                                                           |
|              | |

|  | نهنگ‌های دندان‌دار (۳۵ م.س.پ. تا اکنون) |
|  |                                       |
|  | نهنگ‌های بی‌دندان (۳۵ م.س.پ. تا اکنون)  |
|  |                                       |

| خسروسوسماران | دورودون (۴۰٫۴ تا ۳۳٫۹ م.س. پ)                                                                                  |
|              | دورودون (۴۰٫۴ تا ۳۳٫۹ م.س. پ)                                                                                  |
|              | \| \| نهنگ‌های دندان‌دار (۳۵ م.س.پ. تا اکنون) \| \| \| \| \| \| نهنگ‌های بی‌دندان (۳۵ م.س.پ. تا اکنون) \| \| \| \| |
|              | |
|              | نهنگ‌های دندان‌دار (۳۵ م.س.پ. تا اکنون)                                                                          |
|              | |
|              | نهنگ‌های بی‌دندان (۳۵ م.س.پ. تا اکنون)                                                                           |
|              | |

|  | نهنگ‌های دندان‌دار (۳۵ م.س.پ. تا اکنون) |
|  |                                       |
|  | نهنگ‌های بی‌دندان (۳۵ م.س.پ. تا اکنون)  |
|  |                                       |

| خسروسوسماران | دورودون (۴۰٫۴ تا ۳۳٫۹ م.س. پ)                                                                                  |
|              | دورودون (۴۰٫۴ تا ۳۳٫۹ م.س. پ)                                                                                  |
|              | \| \| نهنگ‌های دندان‌دار (۳۵ م.س.پ. تا اکنون) \| \| \| \| \| \| نهنگ‌های بی‌دندان (۳۵ م.س.پ. تا اکنون) \| \| \| \| |
|              | |
|              | نهنگ‌های دندان‌دار (۳۵ م.س.پ. تا اکنون)                                                                          |
|              | |
|              | نهنگ‌های بی‌دندان (۳۵ م.س.پ. تا اکنون)                                                                           |
|              | |

|  | نهنگ‌های دندان‌دار (۳۵ م.س.پ. تا اکنون) |
|  |                                       |
|  | نهنگ‌های بی‌دندان (۳۵ م.س.پ. تا اکنون)  |
|  |                                       |

| خسروسوسماران | دورودون (۴۰٫۴ تا ۳۳٫۹ م.س. پ)                                                                                  |
|              | دورودون (۴۰٫۴ تا ۳۳٫۹ م.س. پ)                                                                                  |
|              | \| \| نهنگ‌های دندان‌دار (۳۵ م.س.پ. تا اکنون) \| \| \| \| \| \| نهنگ‌های بی‌دندان (۳۵ م.س.پ. تا اکنون) \| \| \| \| |
|              | |
|              | نهنگ‌های دندان‌دار (۳۵ م.س.پ. تا اکنون)                                                                          |
|              | |
|              | نهنگ‌های بی‌دندان (۳۵ م.س.پ. تا اکنون)                                                                           |
|              | |

|  | نهنگ‌های دندان‌دار (۳۵ م.س.پ. تا اکنون) |
|  |                                       |
|  | نهنگ‌های بی‌دندان (۳۵ م.س.پ. تا اکنون)  |
|  |                                       |

| خسروسوسماران | دورودون (۴۰٫۴ تا ۳۳٫۹ م.س. پ)                                                                                  |
|              | دورودون (۴۰٫۴ تا ۳۳٫۹ م.س. پ)                                                                                  |
|              | \| \| نهنگ‌های دندان‌دار (۳۵ م.س.پ. تا اکنون) \| \| \| \| \| \| نهنگ‌های بی‌دندان (۳۵ م.س.پ. تا اکنون) \| \| \| \| |
|              | |
|              | نهنگ‌های دندان‌دار (۳۵ م.س.پ. تا اکنون)                                                                          |
|              | |
|              | نهنگ‌های بی‌دندان (۳۵ م.س.پ. تا اکنون)                                                                           |
|              | |

|  | نهنگ‌های دندان‌دار (۳۵ م.س.پ. تا اکنون) |
|  |                                       |
|  | نهنگ‌های بی‌دندان (۳۵ م.س.پ. تا اکنون)  |
|  |                                       |

| خسروسوسماران | دورودون (۴۰٫۴ تا ۳۳٫۹ م.س. پ)                                                                                  |
|              | دورودون (۴۰٫۴ تا ۳۳٫۹ م.س. پ)                                                                                  |
|              | \| \| نهنگ‌های دندان‌دار (۳۵ م.س.پ. تا اکنون) \| \| \| \| \| \| نهنگ‌های بی‌دندان (۳۵ م.س.پ. تا اکنون) \| \| \| \| |
|              | |
|              | نهنگ‌های دندان‌دار (۳۵ م.س.پ. تا اکنون)                                                                          |
|              | |
|              | نهنگ‌های بی‌دندان (۳۵ م.س.پ. تا اکنون)                                                                           |
|              | |

|  | نهنگ‌های دندان‌دار (۳۵ م.س.پ. تا اکنون) |
|  |                                       |
|  | نهنگ‌های بی‌دندان (۳۵ م.س.پ. تا اکنون)  |
|  |                                       |

| خسروسوسماران | دورودون (۴۰٫۴ تا ۳۳٫۹ م.س. پ)                                                                                  |
|              | دورودون (۴۰٫۴ تا ۳۳٫۹ م.س. پ)                                                                                  |
|              | \| \| نهنگ‌های دندان‌دار (۳۵ م.س.پ. تا اکنون) \| \| \| \| \| \| نهنگ‌های بی‌دندان (۳۵ م.س.پ. تا اکنون) \| \| \| \| |
|              | |
|              | نهنگ‌های دندان‌دار (۳۵ م.س.پ. تا اکنون)                                                                          |
|              | |
|              | نهنگ‌های بی‌دندان (۳۵ م.س.پ. تا اکنون)                                                                           |
|              | |

|  | نهنگ‌های دندان‌دار (۳۵ م.س.پ. تا اکنون) |
|  |                                       |
|  | نهنگ‌های بی‌دندان (۳۵ م.س.پ. تا اکنون)  |
|  |                                       |

| خسروسوسماران | دورودون (۴۰٫۴ تا ۳۳٫۹ م.س. پ)                                                                                  |
|              | دورودون (۴۰٫۴ تا ۳۳٫۹ م.س. پ)                                                                                  |
|              | \| \| نهنگ‌های دندان‌دار (۳۵ م.س.پ. تا اکنون) \| \| \| \| \| \| نهنگ‌های بی‌دندان (۳۵ م.س.پ. تا اکنون) \| \| \| \| |
|              | |
|              | نهنگ‌های دندان‌دار (۳۵ م.س.پ. تا اکنون)                                                                          |
|              | |
|              | نهنگ‌های بی‌دندان (۳۵ م.س.پ. تا اکنون)                                                                           |
|              | |

|  | نهنگ‌های دندان‌دار (۳۵ م.س.پ. تا اکنون) |
|  |                                       |
|  | نهنگ‌های بی‌دندان (۳۵ م.س.پ. تا اکنون)  |
|  |                                       |

| خسروسوسماران | دورودون (۴۰٫۴ تا ۳۳٫۹ م.س. پ)                                                                                  |
|              | دورودون (۴۰٫۴ تا ۳۳٫۹ م.س. پ)                                                                                  |
|              | \| \| نهنگ‌های دندان‌دار (۳۵ م.س.پ. تا اکنون) \| \| \| \| \| \| نهنگ‌های بی‌دندان (۳۵ م.س.پ. تا اکنون) \| \| \| \| |
|              | |
|              | نهنگ‌های دندان‌دار (۳۵ م.س.پ. تا اکنون)                                                                          |
|              | |
|              | نهنگ‌های بی‌دندان (۳۵ م.س.پ. تا اکنون)                                                                           |
|              | |

|  | نهنگ‌های دندان‌دار (۳۵ م.س.پ. تا اکنون) |
|  |                                       |
|  | نهنگ‌های بی‌دندان (۳۵ م.س.پ. تا اکنون)  |
|  |                                       |

| خسروسوسماران | دورودون (۴۰٫۴ تا ۳۳٫۹ م.س. پ)                                                                                  |
|              | دورودون (۴۰٫۴ تا ۳۳٫۹ م.س. پ)                                                                                  |
|              | \| \| نهنگ‌های دندان‌دار (۳۵ م.س.پ. تا اکنون) \| \| \| \| \| \| نهنگ‌های بی‌دندان (۳۵ م.س.پ. تا اکنون) \| \| \| \| |
|              | |
|              | نهنگ‌های دندان‌دار (۳۵ م.س.پ. تا اکنون)                                                                          |
|              | |
|              | نهنگ‌های بی‌دندان (۳۵ م.س.پ. تا اکنون)                                                                           |
|              | |

|  | نهنگ‌های دندان‌دار (۳۵ م.س.پ. تا اکنون) |
|  |                                       |
|  | نهنگ‌های بی‌دندان (۳۵ م.س.پ. تا اکنون)  |
|  |                                       |

| خسروسوسماران | دورودون (۴۰٫۴ تا ۳۳٫۹ م.س. پ)                                                                                  |
|              | دورودون (۴۰٫۴ تا ۳۳٫۹ م.س. پ)                                                                                  |
|              | \| \| نهنگ‌های دندان‌دار (۳۵ م.س.پ. تا اکنون) \| \| \| \| \| \| نهنگ‌های بی‌دندان (۳۵ م.س.پ. تا اکنون) \| \| \| \| |
|              | |
|              | نهنگ‌های دندان‌دار (۳۵ م.س.پ. تا اکنون)                                                                          |
|              | |
|              | نهنگ‌های بی‌دندان (۳۵ م.س.پ. تا اکنون)                                                                           |
|              | |

|  | نهنگ‌های دندان‌دار (۳۵ م.س.پ. تا اکنون) |
|  |                                       |
|  | نهنگ‌های بی‌دندان (۳۵ م.س.پ. تا اکنون)  |
|  |                                       |

| خسروسوسماران | دورودون (۴۰٫۴ تا ۳۳٫۹ م.س. پ)                                                                                  |
|              | دورودون (۴۰٫۴ تا ۳۳٫۹ م.س. پ)                                                                                  |
|              | \| \| نهنگ‌های دندان‌دار (۳۵ م.س.پ. تا اکنون) \| \| \| \| \| \| نهنگ‌های بی‌دندان (۳۵ م.س.پ. تا اکنون) \| \| \| \| |
|              | |
|              | نهنگ‌های دندان‌دار (۳۵ م.س.پ. تا اکنون)                                                                          |
|              | |
|              | نهنگ‌های بی‌دندان (۳۵ م.س.پ. تا اکنون)                                                                           |
|              | |

|  | نهنگ‌های دندان‌دار (۳۵ م.س.پ. تا اکنون) |
|  |                                       |
|  | نهنگ‌های بی‌دندان (۳۵ م.س.پ. تا اکنون)  |
|  |                                       |

| خسروسوسماران | دورودون (۴۰٫۴ تا ۳۳٫۹ م.س. پ)                                                                                  |
|              | دورودون (۴۰٫۴ تا ۳۳٫۹ م.س. پ)                                                                                  |
|              | \| \| نهنگ‌های دندان‌دار (۳۵ م.س.پ. تا اکنون) \| \| \| \| \| \| نهنگ‌های بی‌دندان (۳۵ م.س.پ. تا اکنون) \| \| \| \| |
|              | |
|              | نهنگ‌های دندان‌دار (۳۵ م.س.پ. تا اکنون)                                                                          |
|              | |
|              | نهنگ‌های بی‌دندان (۳۵ م.س.پ. تا اکنون)                                                                           |
|              | |

|  | نهنگ‌های دندان‌دار (۳۵ م.س.پ. تا اکنون) |
|  |                                       |
|  | نهنگ‌های بی‌دندان (۳۵ م.س.پ. تا اکنون)  |
|  |                                       |

| خسروسوسماران | دورودون (۴۰٫۴ تا ۳۳٫۹ م.س. پ)                                                                                  |
|              | دورودون (۴۰٫۴ تا ۳۳٫۹ م.س. پ)                                                                                  |
|              | \| \| نهنگ‌های دندان‌دار (۳۵ م.س.پ. تا اکنون) \| \| \| \| \| \| نهنگ‌های بی‌دندان (۳۵ م.س.پ. تا اکنون) \| \| \| \| |
|              | |
|              | نهنگ‌های دندان‌دار (۳۵ م.س.پ. تا اکنون)                                                                          |
|              | |
|              | نهنگ‌های بی‌دندان (۳۵ م.س.پ. تا اکنون)                                                                           |
|              | |

|  | نهنگ‌های دندان‌دار (۳۵ م.س.پ. تا اکنون) |
|  |                                       |
|  | نهنگ‌های بی‌دندان (۳۵ م.س.پ. تا اکنون)  |
|  |                                       |

| خسروسوسماران | دورودون (۴۰٫۴ تا ۳۳٫۹ م.س. پ)                                                                                  |
|              | دورودون (۴۰٫۴ تا ۳۳٫۹ م.س. پ)                                                                                  |
|              | \| \| نهنگ‌های دندان‌دار (۳۵ م.س.پ. تا اکنون) \| \| \| \| \| \| نهنگ‌های بی‌دندان (۳۵ م.س.پ. تا اکنون) \| \| \| \| |
|              | |
|              | نهنگ‌های دندان‌دار (۳۵ م.س.پ. تا اکنون)                                                                          |
|              | |
|              | نهنگ‌های بی‌دندان (۳۵ م.س.پ. تا اکنون)                                                                           |
|              | |

|  | نهنگ‌های دندان‌دار (۳۵ م.س.پ. تا اکنون) |
|  |                                       |
|  | نهنگ‌های بی‌دندان (۳۵ م.س.پ. تا اکنون)  |
|  |                                       |

### پاک‌نهنگان

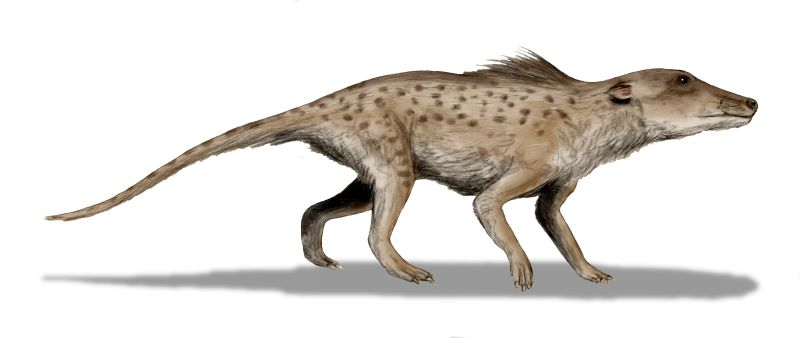
بازسازی چهره یک پاکیستوس

پاک‌نهنگان نخستین نهنگ‌های روی زمین بودند که در ائوسن آغازین در نزدیک ۵۰ میلیون سال پیش در منطقه‌ای که امروزه پاکستان نامیده می‌شود، زندگی می‌کردند. سنگواره‌های بسیاری از آنان در کرانه‌های اقیانوس تتیس پیشین یافت شده‌اند. بقایای سنگواره و استخوان‌های پاک‌نهنگان در سازند معروف به کولدانا در شمال‌شرقی پاکستان و بعدها شمال‌غربی هند به وفور پیدا شده‌اند و ویژگی‌های این سازند دانشمندان را به این باور رسانده‌است که پاک‌نهنگان در محیطی رودخانه‌ای زندگی می‌کردند. در میلیون‌ها سال پیش، مکان زندگی این جانوران خشک با رودهای فصلی و سیلاب‌های زودگذر بوده‌است. در آن هنگام، این جانوران از آب شیرین تغذیه می‌کردند. رژیم غذایی آن‌ها به گمانی شامل جانورانی می‌شد که برای نوشیدن آب به رودخانه‌ها نزدیک می‌شدند و نیز جانوران آبزی که درون آب زندگی می‌کردند. آن‌ها قدیمی‌ترین نیاکان آب‌بازسانان به‌شمار می‌روند و سازندهای قدیمی‌تر از و زیر کولدونا نشانی از آب‌بازسانان آغازین در خود ندارند.
پاک‌نهنگ‌ها توانایی زیادی برای زندگی در آب نداشتند؛ پاهای عقبی آن‌ها بسیار بزرگ بود، چندین مهره به‌هم‌چسبیده در لگن خاصره داشتند و شنوایی‌شان در آب بسیار ضعیف بود. این‌ها ویژگی‌هایی بودند که کمابیش در راهرونهنگان و رمینگتون‌نهنگان نیز دیده می‌شوند؛ از این رو، به این سه گروه از آب‌بازسانان کهن، «آب‌بازسانان آغازین» می‌گویند. سنگواره آب‌بازسانان آغازین تنها در منطقه هند–پاکستان امروزین یافت شده‌است و همه آن‌ها دارای فرمول دندانی ۳٫۱٫۴٫۳۳٫۱٫۴٫۳ بودند.
آنچه که پاک‌نهنگان را استثنایی می‌کند پیدا شدن تعدادی از استخوان‌های قوزک پای پاکیستوس – در کنار همین استخوان‌ها از آنِ رودوستوس – در سال ۲۰۰۱ میلادی بود که نشان داد این جانوران همانند خویشاوندان جفت‌سم کنونی نهنگ‌ها دارای قوزک پای دوقرقره‌ای بوده‌اند. پیدا شدن این حلقه ارتباطی اثبات کرد که نهنگ‌های امروزین دارای نیاکان جفت‌سم بوده‌اند. پاکیستوس پوزه دراز و دندان‌های قوی‌ای داشت که نشان از رژیم غذایی به شدت وابسته به گوشت دارد. حفره صماخی آن همانند همه دیگر نهنگ‌ها تصلب استخوانی داشت و کاسه چشم آن به سوی عقب چرخیده بود؛ چیزی که نشان می‌دهد امکان چرخش چشم به اطراف و دیدن آن در هنگام فرورفتن کامل در آب وجود داشته‌است. فرورفتن کامل در آب همچنین به آن‌ها امکان دوری از پرتو فرابنفش خورشید را – در صورتی که همچون اسب‌های آبی کنونی موی چندانی نداشتند – می‌داد.

### راهرونهنگان

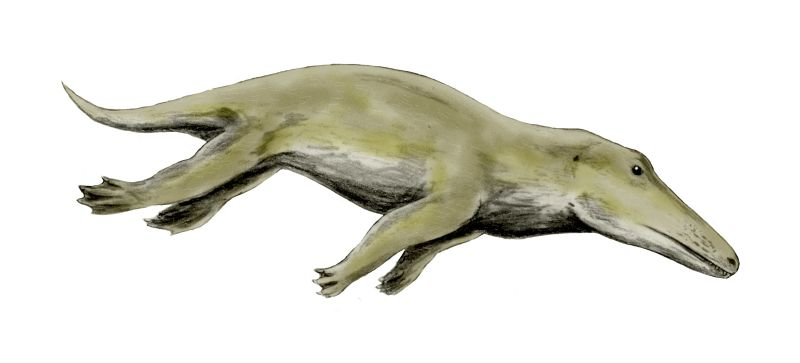
تصویری بازسازی‌شده از راهرونهنگ شناور

دسته دیگری از نهنگان آغازین که خاستگاهشان همانند پاک‌نهنگان در پاکستان امروزین بود، راهرونهنگان Ambulocetidae بودند. نام علمی این تیره از آب‌بازسانان نخستین از دو بخش Ambulo– به معنای متحرک و جابجاشونده و cete به معنای نهنگ آمده‌است؛ نامی که اشاره به نخستین تلاش این جانوران برای سازش بیشتر با زندگی در آب و راه رفتن آسان در آن دارد. این جانوران در ۴۹ میلیون سال پیش در آغاز ائوسن میانی زندگی می‌کردند و دوزیست بودند. آن‌ها همچنین همانندی بسیاری به تمساح‌های امروزین داشتند و در هنگام شکار در کنارهٔ رودخانه‌ها و آبگیرها منتظر جانوران خشکی‌زی می‌ماندند تا در هنگام نوشیدن آب شکارشان کنند. بررسی بر روی دو ایزوتوپ Δ۱۸O و Δ۱۳C موجود در استخوان‌های این جانوران نشان داده‌است که بعضی از آن‌ها در هر دو محیط آب شور اقیانوس و آب شیرین رودخانه‌ها زندگی می‌کردند بعضی نیز هیچ آب شوری مصرف نکرده بودند. از این رو، امروزه باور بر این است که راهرونهنگان حلقه میان ورود آب‌بازسانان از آب شیرین به آب شور بوده‌اند.
راهرونهنگان پاهای عقبی دراز و نیرومندی به ویژه در بخش‌های درشت‌نی و نازک‌نی داشتند که در انتها به انگشتانی بلند می‌رسیدند. دمشان نیز بلند بود ولی نشانه‌ای از دم‌باله در آن‌ها دیده نمی‌شود. این دم کوتاهتر از پاهای عقبیشان بود. لگن خاصره به خوبی شکل گرفته و استخوان خاجی بارزی حضور دارد. این بدان معناست که آن‌ها توانایی حرکت در هر دو محیط خشکی و آب را داشتند؛ اگرچه شواهد نشان می‌دهند که نمی‌توانستند در هیچ‌کدام با سرعت به پیش روند. ماهیچه‌های کمری قدرتمند آن‌ها نشان از آن دارند که راهرونهنگان با حرکت دادن ستون فقرات و پاهای عقبی در سطحی افقی (همچون شنگ‌های دریایی) به جلو پیش می‌رفتند. همچنین، کانال عصبی استخوان خاجی بزرگشان و نیز مهره‌های دمی آن‌ها حکایت از وجود دمی قوی دارند که هماهنگ با دیگر اعضای شناکننده بدن حرکت می‌کرد. اگرچه ریخت واپسین مهره دمی بیان‌گر آن است که دم تا آن هنگام هنوز به خوبی شکل باله به خود نگرفته بوده و تنها عامل پیش‌برندهٔ جانور به جلو به‌شمار نمی‌رفته‌است.
آن‌ها وزنی میان ۱۴۱ تا ۲۳۵ کیلوگرم داشتند و به نظر می‌رسد که پاهای عقبی کشیده امکان تحرک بیشتری به آن‌ها در محیط آب می‌داده‌است و همچون پارو از آن‌ها بهره گرفته می‌شده‌است. همچنین از آن‌ها برای جهت گرفتن و حفظ تعادل در هنگام شنا استفاده می‌شده‌است. این پاها در آب‌بازسانان پسین با رشد دم‌باله ناپدید می‌شوند و کارکرد خود را از دست می‌دهند.

### رمینگتون‌نهنگان

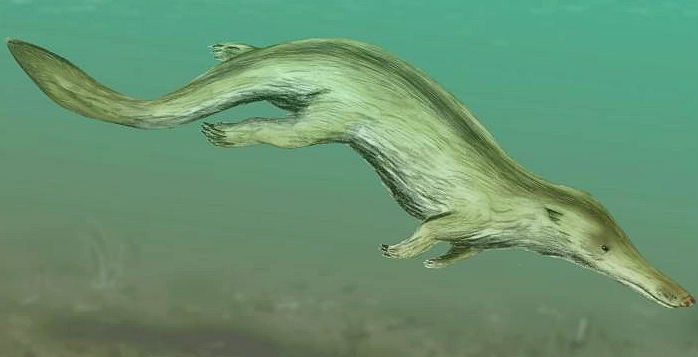
کوچیستوس، نمونه‌ای از رمینگتون‌نهنگ‌ها

رمینگتون‌نهنگان کلادی از کهن‌آب‌بازسانان بودند که عمری کوتاه در آغاز ائوسن میانی داشتند. این کلاد دارای پنج سرده بود که مشخصه‌شان جمجمه‌های بلند و باریک و فک‌ها و پاهای عقبی قوی بود. ریخت‌شناسی سنگواره‌های این جانوران نشان می‌دهد که رژیم غذایی آن‌ها از جانداران دریاییِ سریع و چابک تشکیل می‌شد. گوش میانی آن‌ها بزرگ بود و نشانه‌هایی از تطبیق برای شنیدن بهتر در محیط آب داشت. به دلیل داشتن کیسه‌های هوایی در استخوان تریگویدشان، در گذشته گمان بر این بود که آن‌ها نیاکان نهنگ‌های دندان‌دار بودند، اما امروزه به عنوان نسبی از آب‌بازسانان آغازین شناخته می‌شوند.
بقایای این نهنگ‌ها در مناطق مرکزی پاکستان و غرب هند یافت شده‌اند. بررسی ویژگی‌های خاک بستری که رمینگتون‌نهنگان در آن پیدا شده‌اند نشان می‌دهد که رمینگتون‌نهنگان آغازین مناطق کرانه‌ای نزدیک به آب شیرین را، همانند آنچه در راهرونهنگان وجود داشت، اشغال می‌کردند. رمینگتون‌نهنگان پس از این دوره همانندی بیشتری به پیش‌نهنگان داشتند و بقایایشان در سازند دوماندا در مرکز پاکستان و هارودی در شمال‌غربی هند پیدا شده‌اند. در سازند هارودی، انواع گوناگون پیش‌نهنگ‌ها در سازند درازیندا، که از دید چینه‌شناسانه درست بالای سر هارودی قرار دارد، یافت شده‌اند.
بدن بلند و پوزه و آرواره کشیده آن‌ها شباهت آنان به تمساح‌ها را حتی بیشتر از راهرونهنگان می‌کرد. همانند پاک‌نهنگان و راهرونهنگان، رمینگتون‌نهنگ‌ها نیز دارای چهار مهره خاجی جوش خورده بودند. پاهای عقبی، گردال‌های لگن خاصره، و اسکلت محوردار آن‌ها نشان از توانایی‌شان در حرکت در هر دو محیط آب و خشکی دارند. هم بررسی‌های ایزوتوپی و هم چینه‌شناسانه نشان داده‌اند که رمینگتون‌نهنگ‌ها از جانداران اقیانوسی تغذیه می‌کرده‌اند.

### پیش‌نهنگان
پیش‌نهنگان نسبی بسیار گسترده از نهنگ‌های آغازین بودند که در مناطق گوناگونی از جهان از جمله هند–پاکستان، مصر، جنوب‌شرقی ایالات متحده، اروپا، و آفریقا زندگی می‌کردند. آن‌ها در آغاز ائوسن میانی در هند–پاکستان ظاهر شدند و به سرعت به مناطق دیگر جهان گسترش پیدا کردند. استخوان‌های یافت شده از تعدادی از این نهنگان آغازین نشان‌دهنده آن هستند که آن‌ها با دم‌های قوی خود در کنار پاهای عقبی نیرومند اقدام به شنا می‌کردند. طول این جانوران به صورت تقریبی به ۲ متر می‌رسید. فرمول دندانیشان همانند پاک‌نهنگان ۳٫۱٫۴٫۳۳٫۱٫۴٫۳ بود و در کل فاقد دندانک‌های کمکی بر روی دندان‌های جلویی خود بودند. به نسبت پاک‌نهنگان و دیگر پستانداران معمولی خشکی‌زی، روزنه آرواره‌ای و کانال‌های آرواره در این نهنگ‌ها بسیار بزرگ‌تر شده بود.
استخوان‌های این گروه از کهن‌آب‌بازسانان نشان از توانایی تعدادی از آن‌ها – به استثنای ائوستوس و جرجیاستوس – در حرکت بر روی زمین دارند. هیچ پیش‌نهنگ شناخته‌شده‌ای دارای مهره‌های دمی پشتی (خلفی) که نشان از وجود باله داشته باشند، نبوده‌است. ماهیچه‌های بزرگ پاهای عقبی ائوستوس و جرجیاستوس بیانگر آن هستند که آن‌ها توانایی حرکت بر روی زمین را نداشتند و از آن پاها برای موج‌وار حرکت کردن در آب بهره می‌گرفتند. با این حال، پیش‌نهنگان به شکل کامل آبزی نشده بودند و همانند خوکان دریایی کنونی، هنوز برای جفت‌گیری و زایش به خشکی برمی‌گشتند.
پیش‌نهنگان و رمینگتون‌نهنگان هر دو از نیای مشترکی از راهرونهنگان پدید آمدند که در آغاز دوره لوتتین زندگی می‌کرد. اگرچه رمینگتون‌نهنگ‌ها در نزدیک ۴۶ میلیون سال پیش منقرض شدند، پیش‌نهنگ‌ها توانستند راه خود را به سوی دیگر مناطق جهان باز کنند و نیای نهنگ‌های امروزین شوند. آن‌ها با خسروسوسماران در تعدادی از ویژگی‌ها اشتراک داشتند و این شامل استخوان خاجی تحلیل‌رفته، پاهای عقبی کوچکتر، و ورودی هوایی که بیشتر به سوی بالای سر متمایل شده بود، می‌شدند.

### خسروسوسماران و دورودونتیان

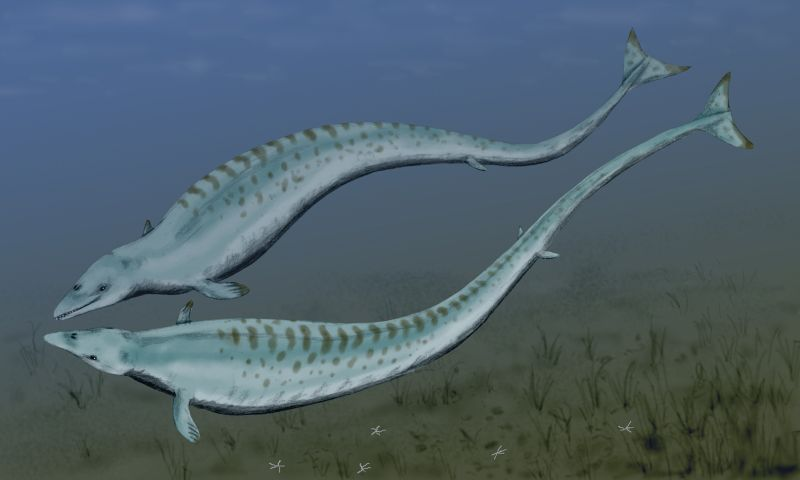
تصویر بازسازی‌شده از باسیلوسور.

خسروسوسماران تیره‌ای از کهن‌آب‌بازسانان هم‌نیا بودند که در زمان‌های به نسبت متاخرتری از دیگر آب‌بازسانان در میانهٔ تا پایان ائوسن و به گمانی آغاز اولیگوسن ظاهر شدند. شباهت‌هایی میان بعضی پیش‌نهنگان متاخر با خسروسوسماران آغازین دیده می‌شود، ولی ویژگی خسروسوسماران در داشتن مهره‌های دمی بسیار کشیده و فقدان کامل استخوان خاجی شناسایی آن‌ها را از پیش‌نهنگان میسر ساخته‌است. تا پایان ائوسن، همهٔ پیش‌نهنگان منقرض شده بودند. سنگواره‌های بی‌شماری از این جانداران در نیمکره شمالی، به ویژه مصر، یافت شده‌اند. آن‌ها همچنین در اروپا، شرق آمریکا، غرب آمریکای جنوبی، غرب آفریقا، و جنوبگان وجود داشتند. خسروسوسمارها جثه بزرگی داشتند و طول آن‌ها میان ۱۸–۴ متر بوده‌است. آن‌ها توانایی گذر از اقیانوس‌ها را داشتند و در شکار بسیار توانا بودند. زیرخانواده‌های سه‌گانه این آب‌بازسانان کمابیش به میزانی از تطبیق به زندگی در محیط اقیانوسی رسیده بودند که امروزه در آب‌بازسانان نوین دیده می‌شود. همه آب‌بازسانان نوین کنونی برآمده از این گروه از نهنگ‌ها هستند.
این گروه از آب‌بازسانان شامل نَسَبی از پستاندارانی بزرگ‌جثه با بدنی کشیده می‌شدند که به گونه کامل وابسته به آب بودند. زیرخانواده‌ای از آن‌ها با نام دورودونتیان نیز شامل جانورانی بزرگ‌جثه، اما بی بدن کشیده بود. طول بدن بعضی از خسروسوسماران به ۲۵ متر می‌رسید. نخستین سنگواره‌های این جانوران به دلیل همانندی زیاد به سوسماران بزرگ‌جثهٔ ساکن دریاها با این نام خوانده شدند، اگرچه بعدها ریچارد اوون به درستی آن‌ها را در رده پستانداران قرار داد.
خسروسوسماران از چند جهت با همه دیگر کهن‌آب‌بازسانان فرق داشتند؛ آن‌ها چندین دندانک کمکی بر روی دندان‌های آسیای بزرگ خود داشتند، استخوان خاجی خود را از دست داده بودند و لگن خاصره دیگر توسط آن به ستون فقرات متصل نبود، پاهای پشتی بسیار کوتاه شده بود، و در نهایت لگن خاصره چرخش پیدا کرده بود. پاهای جلویی به عنوان باله به کار گرفته می‌شدند و دم تنها اندام پیش‌رانشی – همانند دیگر نهنگ‌های امروزین – بوده‌است. مهره‌های دمی این جانوران صاف شده و در موازات ستون مهره‌ها قرار گرفته بودند. استخوان‌های تحلیل‌رفتهٔ پاهای عقبی بسیار صاف شده بودند و توانایی خم شدن خود را از دست داده بودند. صدها سنگواره باسیلوسور ایزیس در دره‌ای با نام دره نهنگ‌ها شواهد آشکار از ناپدید شدن تدریجی پاهای عقبی بر خود دارند. اگرچه بعضی آب‌بازسان‌شناسان بر این باورند که B. isis از پاهای کوچک عقبی خود برای نگه داشتن شریک جنسیش در هنگام آمیزش بهره می‌گرفته، عده‌ای دیگر آن‌ها را تنها اندام‌هایی زائده‌مانده بدون کارکرد ویژه می‌دانند.
جمجمه خسروسوسمارها نشان می‌دهند که سینوس‌های تریگویدی آنان در کنار گوش به خوبی شکل گرفته بودند. در آب‌بازسانان نوین، این سینوس‌ها برای کمک به تطبیق‌پذیری با فشار آب در هنگام شیرجه رفتن به ژرفا و نیز عایق‌سازی آکوستیکی هر یک از گوش‌ها به کار می‌روند. گردن آن‌ها کوتاهتر از پیش‌نهنگان بود و نسبت به آنان جناغ پهن‌تر، ضخیم‌تر، و متراکم‌تری داشتند. پاهای عقبی آنان توانایی تحمل وزن آن‌ها را بر روی خشکی نداشتند و مهره‌های دمی خلفی آن‌ها به موازات ستون مهره‌ها صاف شده بود؛ به گونه‌ای که دم‌باله‌ای با بافت نرم در انتهای بدن پدید آمده بود که – همانند نهنگ‌های امروزین – تنها عامل پیش‌برنده به جلو به‌شمار می‌رفت. با چنین توصیفی می‌توان نتیجه گرفت که کهن‌آب‌بازسانان تا آن هنگام به شکل خسروسوسماریشان به گونه کامل آبزی شده بودند.

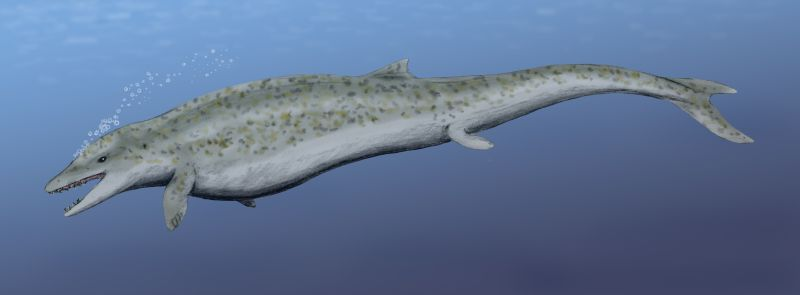
تصویر بازسازی‌شده از دورودون

دورودونتیان از دیدگاه رده‌بندی و بوم‌شناسانه زیرخانواده متنوع‌تری از خسروسوسماران بودند. شکل ظاهری آن‌ها همانند دلفین‌های امروزین بود و در ائوسن پسین در مصر، جنوب‌شرقی آمریکای شمالی، اروپا، و زلاندنو پدیدار شدند. دورودون یکی از اعضای این زیرخانواده و از نخستین آب‌بازسانان شناخته‌شدهٔ کاملاً آبزی است. دورودون به جای دست‌های جلویی، باله‌هایی کوتاه داشت و پاهای عقبی کوتاه شده بودند. همانند نهنگ‌های امروزین، پیش‌رانش در این کهن‌آب‌بازسان توسط باله دمی انجام می‌شد. به احتمال بسیار، نهنگ‌های امروزین، شامل هر دو گروه نهنگ‌های دندان‌دار و بی‌دندان، از دورودونتیان برآمده‌اند.
از جمله همانندی‌های میان دورودونتیان و نهنگ‌های دندان‌دار و بی‌دندان امروزین نداشتن استخوان خاجی و کوچک بودن لگن خاصره به همراه پاهای عقبی است. آن‌ها همچنین افزایش در اندازه فرورفتگی زیرخاری داشتند.

### آب‌بازسانان نوین
آب‌بازسانان نوین با نیاکان کهن‌آب‌بازشان تفاوت‌هایی دارند؛ از جمله آن‌ها می‌توان به ارتباط میان استخوان‌ها در جمجمه برای تطابق بهتر باگذار ورودی بینی (سوراخ هوا) از جلوی سر به بالای آن اشاره کرد. جمجمه نهنگ‌های امروزین استخوان‌های زبرآرواره و پیش‌زبرآرواره‌ای دارد که بسیار رو به جلو حرکت کرده‌اند و بیشتر سقف جمجمه را تشکیل می‌دهند. چنین چیزی باعث ایجاد پوزه‌ای دراز در این جانوران شده و در اصطلاح به آن «دوررفتگی» می‌گویند. تفاوت دیگر کهن‌آب‌بازسانان با نهنگ‌های امروزین در ثابت بودن فک بالایی در نهنگ‌ها است در حالی که این فک در نیاکانشان توانایی حرکت داشت و می‌توانست بچرخد.
تخمین‌های زده شده دربارهٔ زمان جدایی نهنگ‌های دندان‌دار و بی‌دندان با هم تفاوت دارند چرا که هر تخمین برآمده از بررسی ویژگی‌های جداگانه‌ای از سنگواره‌های این جانداران به دست آمده‌است. بر پایه دانش سنگواره‌شناسی، این دو گروه در نزدیک به ۳۵ میلیون سال پیش از نیای کهن‌آب‌باز مشترکی جدا شدند. بررسی‌های ژنتیکی میتوکندریایی نیز چنین تخمینی را پشتیبانی می‌کند. با این حال عدم اطمینان کامل دربارهٔ این زمان به دلیل کمبود سنگواره‌های به دست آمده از مرحله انتقالی ائوسن–اولیگوسن پدید آمده‌است. کمبود چنین سنگواره‌هایی خود به دلیل کاهش یک‌باره و زیاد عمق دریاها در آن هنگام است که مانع از شکل‌گیری سنگواره نهنگ‌ها شد یا حتی آن‌هایی را هم شکل گرفته بودند شسته و نابود کرده‌است. از این رو دانشمندان تنها می‌توانند انتقال از خسروسوسماران تا نهنگ‌های نوین را مطالعه کنند.
بررسی‌های ریختی و مولکولی ثابت کرده‌اند که هر کدام از دو زیرراسته کنونی نهنگ‌های دندان‌دار و بی‌دندان مونوفیلتیک هستند. همچنین، دانشمندان بر این باورند که نهنگ‌های نوین کنونی همگی از خسروسوسماران فرگشت یافته‌اند؛ چنین چیزی خسروسوسماران را تبدیل به یک گروه فراگیر می‌کند.

#### نهنگ‌های بی‌دندان
قدیمی‌ترین عضو زیرراسته نهنگ‌های بی‌دندان لانوستوس Llanocetus است که از سازند لا مستا از ائوسن پسین در جزیره سیمور در جنوبگان به دست آمده‌است. این جانور بزرگ‌جثه جمجمه‌ای خسروسوسمارشکل داشت، با این تفاوت که پوزه‌اش پهن و صاف بود. دندان‌های آسیای آن دارای دندانک‌های کمکی بودند و همهٔ دندان توسط فضاهای میان‌دندانی به نسبت بزرگ از هم جدا شده بودند. شیارهای بارز دور کیسه‌های دندانی نشانی وجود خون‌رسانی قوی به کام دهان دارند. این جانور با «فیلتر» کردن آب دریا تغذیه می‌کرد؛ به این معنا که با فروبردن میزان زیادی از آب دریا به درون دهان و سپس بیرون دادن آن، ماهیان کوچک و جانوران ریزی چون پلانکتون‌ها را در پشت صفحه‌های شانه‌ای دهان و در نتیجه درون دهان خود گیر می‌انداخت و آن‌ها را می‌بلعید. چنین چیزی لانوستوس را در میان خسروسوسماران و نهنگ‌های بی‌دندان پسین قرار می‌دهد. دیگر نهنگ‌های بی‌دندان کهن که از دوره اولیگوسن در کارولینای جنوبی یافت شده‌اند نیز دندان‌ها و جمجمه کمابیش شبیه به لانوستوس و نیز سینوس‌های پیراصماخی بزرگ بدون سینوس تریگویدی داشتند.
شناخته‌شده‌ترین گروه از این نهنگ‌ها در اقیانوس آرام شمالی دیده شده‌اند که شامل ۵ سرده هستند. آن‌ها دارای پوزه پهن و صاف به همراه دندان‌های آسیای کوچک با فاصله زیاد و دندانک‌های کمکی ریز بودند. ۱۱ دندان در فک بالایی این نهنگ‌های بی‌دندان کهن یکی بیشتر از ۱۰ دندان خسروسوسماران است. آن‌ها شباهت‌هایی با نهنگ‌های بی‌دندان نوین همچون وجود شیارها و دریچه‌های خون‌رسانی به دور دندان‌ها و بافت‌های پوششی دور آن‌ها – که بعدها به ساختارهای بزرگتری برای رساندن خون به صفحه‌های شانه‌ای تبدیل شدند – داشتند.
نخستین نهنگ‌های بی‌دندان راستین بدون هیچ دندانی اما از اولیگوسن پسین در کارولینای جنوبی و نیوزیلند، و اولیگوسن آغازین در اورگن به دست آمده‌اند. تصور بر این است که آن‌ها دارای صفحه‌های شانه‌ای برای فیلتر کردن غذا بوده‌اند؛ اگرچه سقف دهان هیچ‌کدام از سنگواره آن‌ها به خوبی حفظ نشده‌اند.

#### نهنگ‌های دندان‌دار
نخستین نهنگ‌های دندان‌دار از اواخر اولیگوسن آغازین در آمریکای شمالی شناخته شدند. آن‌ها از تعداد سه یا بیشتری تیره هستند که با هم تفاوت‌های بسیاری دارند. برخلاف نخستین نهنگ‌های بی‌دندان، نهنگ‌های دندان‌دار آغازین به گونه کامل با نیاکان خسروسوسمار خود تفاوت دارند؛ استخوان فک فوقانی آن‌ها توسط بافت فوق مداری پوشیده شده‌است؛ گودال صورتی بزرگی روزنه پس‌سری زیرکاسهٔ چشمی خلفی آنان را دربر گرفته‌است؛ چاک پیش‌آرواره‌ای دارند؛ و سینوسی میانی در آن‌ها پدید آمده‌است.
با این حال نهنگ‌های دندان‌دار کنونی و کهن هر دو توانایی پژواک‌یابی صوتی را داشتند. در این آب‌بازان، استخوان‌های جمجمه و گوش، شکلی گودال‌وار پیدا کرده بودند که به احتمال زیاد نشان از وجود خربزه‌ای (ملون) در آن بخش‌ها دارد. خربزه‌ای بخشی چربی‌ساخته و خربزه‌ای‌شکل در جلوی سر نهنگ‌های دندان‌دار است که توسط آن امکان تولید و دریافت امواج با بسامد بالا مهیا می‌شود. گودال‌وار بودن استخوان‌های جمجمه و گوش در سر نهنگ‌های دندان‌دار کهن نشان از وجود خربزه‌ای و در نتیجه توانایی آن‌ها در پیدا کردن طعمه و موقعیت‌یابی توسط پژواک‌یابی صوتی دارد.

## تطبیق‌پذیری برای زندگی در آب
نخستین آب‌بازسانان برای بهره‌گیری از منابع غذایی موجود در رودخانه‌ها و دریاها پا به درون آب گذاشتند؛ اگرچه این احتمال نیز وجود دارد که برای رهایی از پرتو فروسرخ خورشید تن به آب زده باشند. به هر روی، با ورود آن‌ها به آب و آغاز تغذیه در آن، وابستگی آن‌ها به محیط آبی بیشتر و بیشتر شد و در نهایت بدن آن‌ها برای تطبیق بیشتر با زندگی در آب تغییرات بنیادین کرد.
دو تفاوت بسیار آشکار میان آب‌بازسانان آغازین (پستانداران زوج‌سم) و کنونی را می‌توان در سوق تدریجی حرکت بر چهارپا به سوی حرکت محوری در آب، و نیز توانایی خوردن آب دریا دانست. این تغییرات به شکل بسیار عجیبی با سرعت بالا پدید آمدند؛ از پاکیستوس که بر روی چهار پا راه می‌رفت و آب شیرین می‌نوشید تا رودوستوس که با کمک دم‌باله شنا می‌کرد و آب دریا می‌نوشید تنها نزدیک به ۵ میلیون سال فاصله است. تا پایان ائوسن، اعضای تیره خسروسوسماران تنها بازماندهٔ کوچک زائده‌ای از پاهای عقبی خود داشتند و به نظر نمی‌رسد که به هیچ روی توانایی راه رفتن در خشکی را داشته بودند. از این رو، تا پایان ائوسن آب‌بازسانان به شکل کامل آبزی شده بودند و فرزندانشان را در آب شور به دنیا می‌آوردند. برای تطابق با چنین محیطی در طول مدت زمان به نسبت کوتاه، کهن‌آب‌بازسانان نیازمند دگرگونی‌های زیادی بودند. این دگرگونی‌ها شامل حرکت در آب، شیرجه زدن، تنظیم دمایی، و تنظیم فشار اسمزی می‌شوند. تطابق در این راستاها نیاز به هر دو دگرگونی‌های ریخت‌شناسانه و فیزیولوژیک داشتند.

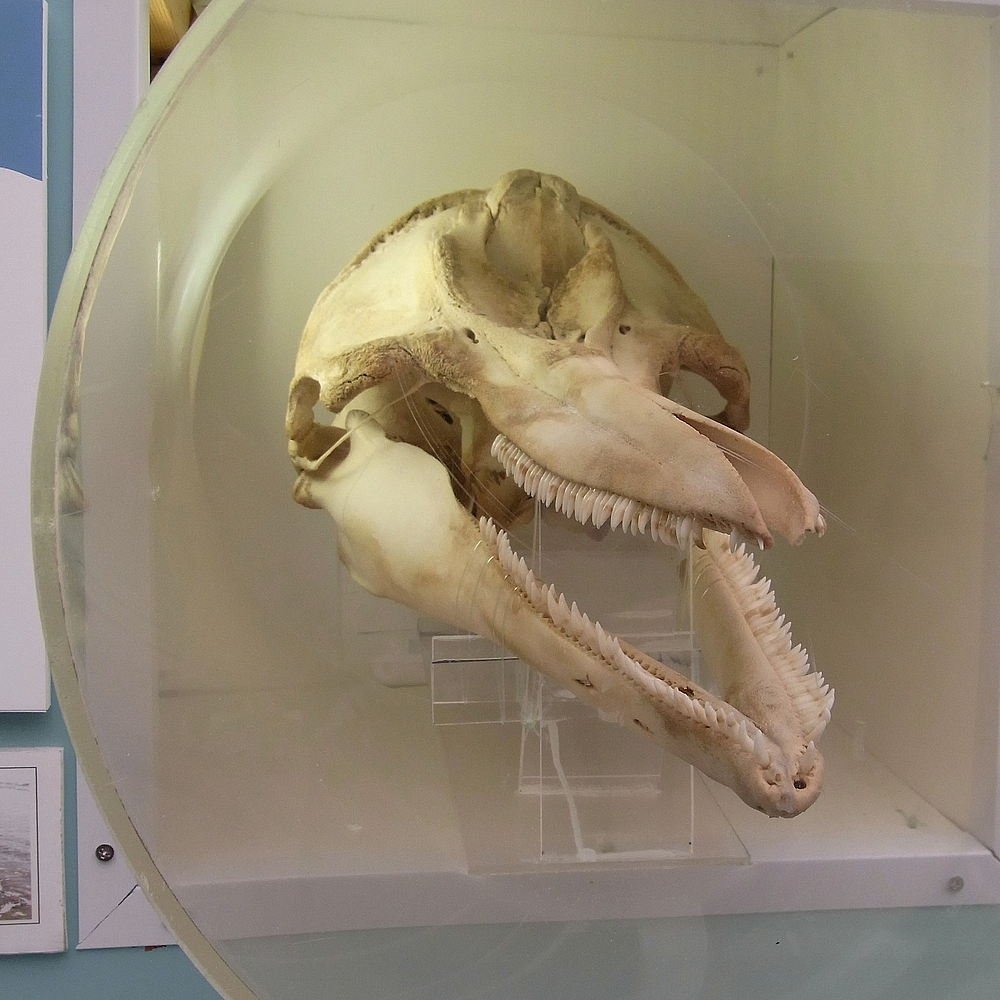
جمجمهٔ آب‌بازسانان دندان‌دار نامتقارن است تا بتواند به تولید صدا توسط خربزه‌ای و نیز گذر لولهٔ تنفسی کمک کند.

از دیدگاه ریخت‌شناسانه، دگرگونی‌های بسیار و گاه بنیادینی در بخش‌های اصلی بدن آب‌بازسانان، همچون جمجمه و ستون مهره‌ها و لگن، پدید آمدند. این دگرگونی‌ها در پاسخ به زندگی در آب و تنفس در آن و نیز نیاز به حرکت سریع در محیط آبی برای شکار طعمه‌ها بودند. برای نمونه، جمجمهٔ آب‌بازسانان در مقایسه با پستانداران دیگر دوررفته و محفظهٔ مغزی (در پشت پوزه) کوچک شده‌است. در طی میلیون‌ها سال، سوراخ بینی آب‌بازسانان از جلوی سر به سوی بالا حرکت کرده و اکنون در بالای سر قرار دارد. جمجمهٔ اغلب آب‌بازسانان دندان‌دار فاقد تقارن است به گونه‌ای که استخوان‌ها و ساختارهای نرم آناتومیک در بخش راست بزرگتر از بخش چپ هستند. این عدم قرینه به آب‌بازسانان دندان‌دار کمک کرده‌است تا بخش راست جمجمه‌شان را برای تولید صدا پرورش دهند و از بخش چپشان برای تنفس بهره گیرند. پوزهٔ نهنگ‌های دندان‌دار در مقایسه با بی‌دندان‌ها از استخوان‌های متراکم‌تر ساخته شده‌است. این تراکم نه تنها به محکم شدن استخوان فک کمک می‌کند که خطر آسیب‌پذیری در میان نرها به هنگام درگیری‌های میان خودشان را کاهش می‌دهد. در مقابل، پوزهٔ نهنگ‌های بی‌دندان خمیده و از فک بالایی آویزان است تا به عمل خوردن جانوران دریایی ریز و صاف کردن آب اقیانوس کمک کند.
همهٔ آب‌بازسانان ۷ مهرهٔ گردنی دارند. این مهره‌ها بسیار صاف و گاه تنها تشکیل یافته از صفحه‌های استخوانی هستند و ویژگی‌های اصلی مهره‌های ستون فقرات را از دست داده‌اند. دو یا بیشتر از این مهره‌ها به هم جوش خورده‌اند. نتیجه آن شده‌است که گردنی کوتاه و سخت پدید آمده که تعادل سر را برقرار می‌کند. بقیهٔ دیگر مهره‌های گردنی جوش‌نخورده امکان حرکت و چرخش بالایی به سر می‌دهند.
استخوان‌های خاجی در طول زمان کوچک و ناپدید شده‌اند و پاهای عقبی با ناپدید شدن تدریجی، جای خود را به دم‌بالهٔ قوی به منظور ایجاد پیش‌رانش داده‌اند. صاف شدن ستون مهره‌ها امکان حرکات و خمیدگی‌های پشتی–بطنی را پدیدآورده‌است. سختی مفصل‌های میان‌مهره‌ای در میانهٔ بدن بیشتر و در دو بخش انتهایی سر و دم کمتر شده تا انعطاف‌پذیری لازم را به جانور بدهد. همچنین، ستون مهره‌های دلفین‌ها امکان ذخیره انرژی و کم کردن ارتعاش‌ها در آن و کنترل چگونگی تغییر شکل بدن در هنگام شنا را می‌دهد.
در طی زمان، الگوی حرکتی آب‌بازسانان از راه رفتن بر روی چهار پا به سوی نوعی جنبش نوسانی دمی دگرگون شد. این حرکت شبیه به پای انسان در شنای پروانه، در آغاز از مرحلهٔ حرکت به جلوی چهارپایی شکل گرفت. سپس، این حرکت در راهرونهنگ‌ها تبدیل به حرکت لگنی شد، سپس لگنی موج‌دار در کوچیستوس، و در نهایت به شکل امروزین آن که در نهنگ‌ها و دلفین‌ها دیده می‌شود. آمبولوستوس بر روی زمین راه می‌رفت ولی در عین حال در دریا با کمک پدال زدن لگنی خود به جلو بخزد. این حرکت را امروزه می‌توان در شنگ‌ها نوین دید. دست‌های آمبولوستوس همچنین کوچک بودند و در پیش‌رانش نقشی نداشتند و به نظر می‌رسد که پاهایش پره‌دار بوده‌اند. کوچیستوس بیشتر وقتش را در آب می‌گذراند؛ کمر او بلند و ماهیچه‌ای بود و دمی صاف داشت. نوع حرکت او در آب همانند شنگ بزرگ آب شیرین آمریکای جنوبی بود. با پدیدار شدن پیش‌نهنگانی چون جرجیاستوس، توانایی حرکت بر روی زمین به آرامی از میان رفت. لگن جرجیاستوس به پاهای عقبی متصل نبود و این نشان از عدم توانایی پاها در پشتیبانی از حرکت بر روی زمین دارند. در این هنگام، حرکت در آب تنها توسط نوسان لگنی صورت می‌گرفته‌است. این روند بعدها با پدید آمدن دم‌باله در دورودونتیان کامل شد و آن‌ها – همانند نهنگ‌های امروزین – توسط حرکت پشتی–بطنی به پیش می‌رفتند.
عوامل محیطی آب و نیاز به فرورفتن در آن، غوطه‌ور ماندن، نگه داشتن نفس، و در نهایت تنفس در بیرون از آب باعث شکل گرفتن تطابق‌های کمابیش مشابهی میان پستانداران دریایی شده‌است. نگه داشتن نفس برای جانوران زنده بسیار خطرناک است و به صورت عادی منجر به کمبود اکسیژن، افزایش کربن دی‌اکسید، و در نهایت خفگی می‌شود. روش‌هایی که اغلب پستانداران دریایی برای مقابله با این مشکل پدیدآورده‌اند شامل کاهش ضربان قلب به همراه خون‌رسانی مقطعی – که به جانور کمک می‌کند خود در گردش را به اندام‌های حساس به اکسیژن برساند – و پایین آوردن دمای هسته بدن و نرخ سوخت و ساز در مناطقی که نیاز چندانی به اکسیژن ندارند، می‌شوند. جثهٔ به نسبت بزرگ آب‌بازسانان نیز به آن‌ها امکان ذخیرهٔ بالای اکسیژن را می‌دهد. آن‌ها می‌توانند میزان متابولیسم را در بدن خود تنظیم کنند و این پدیده در بالاترین حد خود در نهنگ عنبر و دلفین پوزه‌بطری دیده می‌شود.

آب‌بازسانان دندان‌دار از خربزه‌ای برای تقویت صدای تولیدی در کیسه‌های بینی بهره می‌گیرند.

گوش پستانداران به صورت طبیعی برای تشخیص صدا در هوا فرگشت یافته‌است. آب‌بازسانان اما در آب زندگی و در آن پژواک‌یابی و ارتباط برقرار می‌کنند. از این رو، در طی میلیون‌ها سال تغییرات بنیادینی در گوش آن‌ها و نحوه شنواییشان پدید آمده‌است. نخستین نهنگ‌ها شنوایی و توانایی تشخیص صدای خوبی در آب نداشتند. در آن‌ها همچنین گوش هنوز هنوز از جمجمه منزوی نشده بود. در رمینگتون‌نهنگ‌ها و پیش‌نهنگ‌ها همان سامانهٔ شنوایی پستانداران خشکی‌زی وجود داشت ولی سامانه دیگری نیز، همانند آنچه در نهنگ‌های نوین امروزین هست، پیدا کرده بودند. این تغییر بنیادین پدید آمدن روزنه آرواره‌ای بزرگ بود که باعث شد لایه‌ای مملو از چربی، صداها را به استخوان‌های گوشی، که در نهنگ‌های دندان‌دار برای گرفتن بسامدهای بالا بهتر تطبیق یافته بودند، هدایت کند. از جمله دیگر مهم‌ترین این دگرگونی‌ها رسیدن مستقیم صدا به گوش میانی بود. کانال‌های شبه‌چرخشی در آب‌بازان از کانال‌های حلزونی گوش بسیار کوچکتر هستند و این بدان‌ها فرصت داده تا گوششان حسی نسبت به تغییر موقعیت چرخشی نداشته باشد. این تغییر مهم برای نخستین بار در کانال‌های شبه‌چرخشی رمینگتون‌نهنگ‌های ائوسن میانی دیده شد و باعث‌گذاری بنیادین از محیط خاکی به آبی شد.
در آب‌بازان دندان‌دار، صداها توسط کیسه‌های بینی درون سوراخ تنفسی تولید می‌شوند. همهٔ دندان‌داران صداهای پالس‌مانند خود را توسط ایجاد فشارهای بادی در فضاهای درون بینی ایجاد می‌کنند. مسئول چنین فرایندی بخش خربزه‌ای در جلوی سر است؛ بخشی بزرگ و نامتقارن (با اندکی تمایل به سوی راست جمجمه) ساخته شده از چربی که بر روی لایه‌ای از بافت ارتباطی صخیم بر بالای پوزه استخوانی جمجمه قرار گرفته‌است. آب‌بازان دندان‌دار با کمک خربزه‌ای سوت‌هایی با بسامد بالا تولید می‌کنند تا طعمه‌های خود را شناسایی کنند. در طی زمان، این سوت‌ها همچنین به ابزار شناسایی فردی دلفین‌ها و صدا کردن همدیگر با نام تبدیل شدند، و حتی لهجه‌های گوناگونی میان قبیله‌های مختلف نهنگ‌های قاتل و عنبر دیده می‌شوند.
سنگواره‌ها نشان می‌دهند که توانایی بهره‌گیری از بسامد بالا احتمالاً در همان دوره‌های آغازین فرگشت این جانوران شکل گرفته‌است. وجود ساختارهای شنوایی بسامد بالا (همچون روزنه‌های متعدد برای سلول‌های عقده‌ای عصب‌های شنوایی) نشان می‌دهند که تغییرات مهم گوش درونی در آب‌بازسانان پیش از الیگوسن آغازین شکل گرفته‌اند. در نمونه‌ای از فرگشت همگرا، طعمه‌هایی از دلفین‌ها و نهنگ‌ها، همچون شگ‌ماهیانی چون شاه‌ماهی و شدماهی، توانایی شنیدن و حساس بودن به کلیک‌های فراصوت تا ۸۰ کیلوهرتز را دارا هستند. بررسی سنگواره‌های این ماهی‌ها نشان از آن دارند که فرگشت حساسیت به این صداها در آن‌ها از همان زمان‌های آغازین فرگشت آب‌بازسانان آغاز شده‌است.

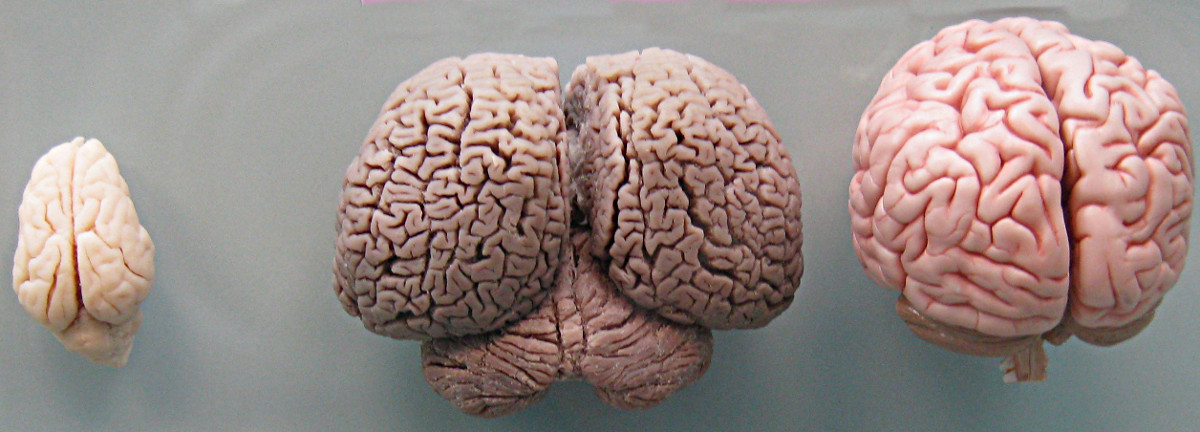
مغز آب‌بازسانان از جمله پروزن و پرحجم‌ترین مغزها در میان همه جانوران است. از راست، نمونه‌های پلاستیکی از مغز انسان، دلفین پوزه‌بطری، و خوک.

مغز آب‌بازسانان (به ویژه بعضی گونه‌های دلفین‌ها) از جمله بزرگ‌ترین مغزها در میان پستانداران به‌شمار می‌روند. آن‌ها در طی فرگشت خود رشد بزرگی در اندازه مغز داشتند. بررسی بر روی ضریب مغزی (EQ) نشان داده‌اند آب‌بازسانان آغازین اغلب دارای ضریب‌های به نسبت کوچک (۰٫۲۵ تا ۰٫۴۹) بوده‌اند. امروزه اما این ضریب در بالاترین میزان خود در میان اعضای خانواده دلفینیان به ۴٫۵۶ می‌رسد. چنین ضریب مغزی بالاتر از ضریب مغزی بسیاری از نخستیان و مقایسه‌پذیر با ضریب مغزی انسان است. وزن مغز آب‌بازسانان نیز به نسبت بسیار زیاد است. برای نمونه، در آب‌بازسان بی‌دندانی چون نهنگ آبی وزن مغز به بیش از ۷ کیلوگرم می‌رسد؛ اگرچه به دلیل وزن بسیار بالای بدن، ضریب مغزی EQ کمتر از ۱ است.
یکی از بخش‌های مغز که در این جانوران با گذشت زمان کوچک شده‌است، بخش جسم پینه‌ای در مغز است که دو نیم‌کره مغزی را به هم ارتباط می‌دهد. به نظر می‌آید که این کوچک شدن جسم پینه‌ای در ارتباط با الگوی خواب ویژهٔ آب‌بازسانان کنونی باشد که در آن در هنگام خواب، نیمی از مغز به فعالیت خود ادامه می‌دهد؛ کوچک بودن بافت پیوندی دو نیم‌کره، فعالیت یک نیم‌کره را در هنگام عدم فعالیت دیگری آسان‌تر می‌کند. بخش‌های مغزی مربوط به حس بویایی و توانایی حرکتی با پاها نیز از دیگر بخش‌هایی هستند که به تدریج کوچک شده‌اند؛ اهمیت پاهای عقبی در پیش‌رانش آب‌بازسانان به تدریج در طی زمان کمتر و کمتر شد و با پدیدار شدن پیش‌نهنگان، دیگر نیازی به این پاها نبود و در نتیجه، نیازی نیز به بخشی پردازشی در مغز نهنگ‌ها مربوط به این اندام‌ها نبود. حس بویایی نیز که در جانوران خشکی‌زی به ارتباط، تعیین قلمرو، و یافتن غذا کمک می‌کند، در آب به کار نمی‌آید و از این روی، این بخش از مغز نیز در گذر زمان کوچک و کوچک‌تر شد تا جایی که به صورت کلی هیچ آب‌بازسانان کنونی دارای بخش‌های مغزی پردازش بویایی نیست.
در کنار عقب‌رفتگی و کوچک شدن بعضی بخش‌های مغز، مناطقی دیگری از مغز که در ارتباط با ابزارهای حسی ویژه صوتی بوده‌اند رشدی بسیار بالا را نشان می‌دهند. چنین افزایش حجم در بخش‌های مربوط به پردازش صوت به دلیل شکل‌گیری توانایی پژواک‌یابی و اهمیت حیاتی آن برای آب‌بازسانان بوده‌است. البته بزرگ شدن بخش‌های صوتی مغز باعث کاهش حجم یا تحت شعاع قرار گرفتن توانایی بینایی نشده‌است و توانایی بینایی نیز در این جانوران به خوبی پیشرفت کرده‌است؛ استثناء در این باره دلفین‌های آب شیرین هستند که به دلیل محیط زندگیشان و گل‌آلود بودن آب رودخانه‌ها، اغلب بینایی خوبی ندارند و بیشتر از پژواک‌یابی خود برای یافتن طعمه بهره می‌گیرند.